# YaST
YaST(Yet another Setup Tool)는 리눅스 운영 체제의 설정 및 구성 도구이다.
YaST는 오픈수세 리눅스 배포판과 수세 리눅스의 파생 상용 배포판들을 장식한다. 지금은 파산한 유나이티드 리눅스의 일부이기도 하다.
YaST는 시스템의 수많은 부분을 구성할 수 있는 도구들을 갖추고 있다.
YaST는 1995년 4월 첫 출시되었다. YaST를 포함했던 최초 수세 배포판은 1996년 5월 출시되었다. YaST는 1999년 다시 개발되어 인스톨러 형태로서 SuSE 리눅스 6.3에 처음 포함되었다. YaST2는 수세 리눅스 6.4의 데스크톱에 추가되었고 YaST1이 수세 리눅스 8.0에서 제거될 때까지 YaST1과 공존했다.

## 같이 보기
- 웹민
- 어드밴스트 패키징 툴
- RPM 패키지 매니저
- ZYpp